# 炎の饗宴
『炎の饗宴』（ほのおのきょうえん、原題：Through the Fire）は、サミー・ヘイガー、ニール・ショーン、ケニー・アーロンソン、マイケル・シュリーヴというアメリカのロック・ミュージシャン4人が、ヘイガー、ショーン、アーロンソン、シュリーヴ（HSAS）名義で1984年に発表したアルバム。当時サミー・ヘイガーがソロ名義で契約していたゲフィン・レコードから発表された。本作のレコーディングは、まず1983年11月9日から21日にかけてライヴ録音が行われ、同年12月にオーバー・ダビングを施して終了した。
ニール・ショーンとマイケル・シュリーヴは1970年代初頭にサンタナのメンバーとして共に活動しており、また、ショーンはサミー・ヘイガーのソロ・アルバム『Danger Zone』（1980年）収録曲「Love or Money」でギター・ソロを弾いたという共演歴がある。
本作からは、プロコル・ハルムのカヴァー「青い影」がシングルとして発表されて、全米94位に達した。

## 収録曲
特記なき楽曲はサミー・ヘイガーとニール・ショーンの共作。
1. トップ・オブ・ザ・ロック - Top of the Rock - 4:19
2. 忘れじの面影 - Missing You - 4:27
3. アニメイション - Animation - 4:54
4. 王家の谷 - Valley of the Kings - 3:30
5. 遥かなるギザ - Giza - 1:21
6. 青い影 - A Whiter Shade of Pale (Gary Brooker, Keith Reid) - 4:46
7. ホット&ダーティー - Hot and Dirty - 4:17
8. ヒー・ウィル・アンダースタンド - He Will Understand - 4:47
9. マイ・ホーム・タウン - My Home Town - 4:06

## 参加ミュージシャン
- サミー・ヘイガー - ボーカル
- ニール・ショーン - ギター
- ケニー・アーロンソン - ベース
- マイケル・シュリーヴ - ドラムス